# 6307 Maiztegui
6307 Maiztegui este un asteroid din centura principală, descoperit pe 22 noiembrie 1989, de Observatorio Félix Aguilar.